# Gare d'Équeurdreville
La gare d'Équeurdreville est une ancienne gare ferroviaire française située sur la commune de Équeurdreville-Hainneville (département de la Manche). Elle se trouvait sur la ligne du chemin de fer de Cherbourg à Urville-en-Hague.